# Nella tua luce
| Recensione           | Giudizio |
| -------------------- | -------- |
| Il mucchio selvaggio | [ 2 ]    |
| OndaRock             | [ 3 ]    |

Nella tua luce è il nono album del gruppo musicale italiano Marlene Kuntz, pubblicato il 27 agosto 2013.

## Il disco
Il disco, che arriva a tre anni di distanza dal precedente Ricoveri virtuali e sexy solitudini e ad un anno e mezzo dalla raccolta Canzoni per un figlio, è stato registrato e mixato da Riccardo Parravicini presso il MaM Recording Studio di Cavallermaggiore.
Sulla piattaforma musicale Deezer è possibile ascoltare Nella tua luce - Commentary, il commento “track by track” di ogni singola traccia del disco spiegate da Cristiano Godano.
Tra i protagonisti delle canzoni che compongono l'album, Osja, amore mio ha come protagonista il poeta russo Osip Mandel'stam, Adele una vittima di stalking, Catastrofe un clochard e Giacomo eremita un vanitoso.
Il disco è stato anticipato dal videoclip di Solstizio, uscito il giorno del solstizio d'estate 2013 e dal singolo Il genio (L'importanza di essere Oscar Wilde), pubblicato il 19 luglio 2013.
Il 29 luglio viene poi diffuso anche il videoclip di questo secondo brano estratto dall'album.
Il 10 dicembre 2013 viene pubblicato il video di Seduzione, diretto da Francesco Amato ed a cui partecipa l'attrice Kasia Smutniak.
Un libro fotografico del 3di3 Tour, composto da 110 scatti a cura di Simone Cargnoni, è accluso alla versione deluxe dell'album.

## Tracce
Testi di Cristiano Godano, musiche di Marlene Kuntz.
1. Nella tua luce – 4:42
2. Il genio (L'importanza di essere Oscar Wilde) – 4:23
3. Catastrofe – 4:05
4. Osja, amore mio – 5:16
5. Seduzione – 3:54
6. Adele – 3:39
7. Su quelle sponde – 5:30
8. Giacomo eremita – 5:12
9. Senza rete – 4:36
10. La tua giornata magnifica – 4:22
11. Solstizio – 3:33

- bonus edizione iTunes: 12. Io sono qui (instrumental) – 4:41

## Formazione
- Cristiano Godano – voce, chitarra, cori
- Riccardo Tesio – chitarra
- Luca "Lagash" Saporiti – basso
- Luca Bergia – batteria, percussioni, cori
- Davide Arneodo – violino, pianoforte, tastiere, cori

## Classifiche
| Classifica (2013) | Posizione massima |
| ----------------- | ----------------- |
| Italia            | 3                 |